# Dalainville
Pour les articles homonymes, voir Mole.
Louis-François Molé, dit Dalainville, est un acteur français né le 4 octobre 1732 et mort en novembre 1801.

## Biographie
Frère aîné de François Molé, Dalainville débute à la Comédie-Française en 1758. Reçu comme sociétaire cette même année, il le restera jusqu'en 1770.
Il se marie en 1774 à Marseille avec Louise Catherine Julie Cauzet dite Desmarest. Les époux reconnaissent leur fille Catherine Julie née à Lyon en 1766 ; ils auront au moins trois autres filles nées entre 1776 et 1788.
Vers 1793, Dalainville divorce et a une liaison avec l'actrice et autrice dramaturge Julie Lavigne, connue sous le nom de Julie Molé, relation qui dure, d'après les mémoires de cette dernière, jusqu'à la mort de l'acteur en 1801.

## Théâtre

### Carrière à la Comédie-Française
- Débuts en 1758 ; nommé sociétaire la même année
- Départ en 1759.
- Nouveaux débuts en 1769, est reçu et nommé sociétaire
- Départ en 1770[4]
- Acteur à Marseille [1771-1774][5]
- Directeur du théâtre de Toulouse de 1779 à 1791[6]
- Directeur du théâtre de Rouen (1791)

- 1758 : Mélanide de Pierre-Claude Nivelle de La Chaussée : D'Arviane
- 1767 : Mithridate de Jean Racine, Comédie-Française : Xipharès
- 1769 : Le Comte d'Essex de Thomas Corneille : le Comte d'Essex
- 1769 : La Métromanie d'Alexis Piron : Damis
- 1769 : Sémiramis de Voltaire : Ninias
- 1769 : Le Misanthrope de Molière : Alceste
- 1769 : Iphigénie de Jean Racine : Achille
- 1769 : Le Père de famille de Denis Diderot : Germeuil
- 1769 : Les Femmes savantes de Molière : Clitandre
- 1769 : Polyeucte de Pierre Corneille : Sévère
- 1769 : Mahomet de Voltaire : Mahomet
- 1769 : Alzire de Voltaire : Zamore
- 1769 : Le Cid de Pierre Corneille : Rodrigue
- 1769 : Le Café ou l'Écossaise de Voltaire : Lord Murray
- 1769 : Amphitryon de Molière : Amphitryon
- 1769 : Électre de Prosper Jolyot de Crébillon : Oreste
- 1770 : Le Menteur de Pierre Corneille : Dorante
- 1770 : Le Festin de pierre de Thomas Corneille d'après Molière : Dom Juan
- 1770 : Le Mercure galant d'Edme Boursault : Oronte
- 1770 : L'École des maris de Molière : Valère